# Чиньяворык
Чиньяво́рык (коми Чимиавӧрӧк) — посёлок в Княжпогостском районе Республики Коми, административный центр сельского поселения Чиньяворык.

## Расположение
Расположен в 119 км от центра Княжпогостского района — города Емвы, в верховьях реки Чиньяворык, на водоразделе Тиманского кряжа.

## Население
| Динамика численности населения |        |
| Численность населения (чел.)   |        |
| 2002                           | 2010   |
| 1161                           | ▲ 1561 |

## Производство
Основные промышленные предприятия: Учреждение М-222/7 Министерства юстиции РФ (лесозаготовки и лесопереработка), железнодорожная станция Чиньяворык (перевозки лесных грузов и боксита Средне-Тиманского бокситового месторождения). От посёлка Чиньяворык в верховья Тимана уходят грунтовая и железная дороги «РУСАЛа», ведущие до бокситового рудника.
В воинской части ВОХР, занимающейся охраной исправительно-трудовых лагерей, расположенных в посёлке, служил Сергей Довлатов. Впечатления от службы описаны им в книге «Зона».